# Антоніу Кошта
Анто́ніу Ко́шта (порт. António Costa; нар. 17 липня 1961) — португальський та європейський політик і державний діяч. Голова Європейської Ради з 1 грудня 2024 року. Прем'єр-міністр Португалії (2015—2024).
Міністр у справах Парламенту (1995—1997), юстиції (1999—2002), внутрішніх справ (2005—2007). Депутат Європейського парламенту (2004—2005). Мер Лісабона (2007—2015). Генеральний секретар Соціалістичної партії Португалії (2014—2024).

## Біографія
Антоніу Кошта народився 17 липня 1961 року в Лісабоні, Португалія. Повне ім'я — Анто́ніу-Луї́ш-Са́нтуш да Ко́шта (порт. António Luís Santos da Costa). Його батьком був Орланду да Кошта, португальський письменник гоанського (португальсько-індійського) походження, член комуністичної партії; мати — Марія Антонія Палла, португальська журналістка, активістка феміністичного руху. З дитинства Антоніу виховувався у лівих традиціях. 1975 року, у віці 14 років він став членом Соціалістичної молоді, молодіжної організації Соціалістичної партії Португалії.
Випускник юридичного факультету Лісабонського університету (1982); спеціальність — правник. Працював заступником директора (1982—1984) та директором журналу Академічної асоціації факультету. Отримав ступінь магістра у європейських студіях від Європейського інституту при Португальському католицькому університеті.
З молодих років бере участь у діяльності Соціалістичної партії. Працював в апараті майбутнього президента Португалії Жоржа Сампайю. У 1980-их очолював організацію студентів і її друкований орган. Вів адвокатську практику.
Входив до міської ради Лісабона, а з 1991 був членом Асамблеї Республіки.
Працював парламентським держсекретарем, з 1995 до 1997 — міністром з парламентських справ. Тоді протягом двох років, він був також міністром юстиції, і, нарешті, з 1999 до 2002 — державним міністром. Керував парламентською фракцією Соціалістичної партії.
2004 року отримав мандат депутата Європейського парламенту. Був членом групи соціалістів і віцепрезидентом Європарламенту. 2005 року став міністром внутрішніх справ в уряді Жозе Сократеша.
Пішов з уряду 2007 року, після обрання на посаду мера Лісабона (переобрався 2009 року).
2014 року став лідером португальських соціалістів.
Після успіху переговорів між Соціалістичною партією і лівими партіями Португальська Комуністична партія, «Зелених» і Лівого блоку, парламент дійшов згоди, відкинувши правий уряд, і підтримав соціалістичний уряд на чолі з Антоніу Кошта. Антоніу Кошта був призначений прем'єр-міністром президентом Анібалом Каваку Сілва 24 листопада 2015 та став прем'єр-міністром 26 листопада.
1 грудня 2024 року Кошта як Президент Європейської ради прибув до Києва у супроводі представника ЄС із закордонних справ і політики безпеки Каї Каллас і комісара з розширення Марти Кос.

## Сім'я
- Батько: Орланду да Кошта (1929—2006) — португальський письменник, член Комуністичної партії.
- Мати: Марія Антонія Палла — португальська журналістка, феміністка.
- Дружина (з 1987): Фернанда Марія Гонсалвіш Тадеу (н. 18 жовтня 1959)

### Діти
- Педру Мігел Тадеу да Кошта (н. 24 липня 1990) — випускник Лісабонського університету.
- Катаріна Тадеу да Кошта (н. 16 травня 1993)